# Марко Балабанов
Марко Димитров Балабанов (1837, Клисура — 16 червня 1921, Софія) — болгарський письменник, політик, перший Міністр закордонних справ Болгарії (1879, 1883-1884), голова 11-х Народних зборів болгар (1901-1902).

## Біографія
Марко Балабанов народився в 1837 році в місті Клисура, в родині абаджі. Спочатку навчався в келійній школі у своєму рідному селі, а потім закінчив, за сприяння митрополита Костянтина Бурсинського, грецьку духовну школу на острові Халкі. У наступні роки вивчав право в Афінах, медицину в Парижі та філософію в Гайдельберзі, закінчив юридичний факультет у Парижі.
З 1870 року працював адвокатом та журналістом у Константинополі, де допомагав у створенні незалежного Болгарського екзархату. У 1871 році представник Пловдивської єпархії на церковно-народних зборах в османській столиці і був обраний секретарем Священного Синоду. Був серед делегатів, які підписали прийнятий до того статут Екзархату 14 травня 1871 року.
Був редактором журналу «Читалище» до 1871, і газети «Вєк» у Константинополі (1874-1876). Восени 1876 року разом з Драґаном Цанковим здійснив тур по Європі, щоб розповісти про важке становище болгарського народу після Квітневого повстання.

Під час Тимчасового російського уряду Балабанов був віце-губернатором Свиштова та Русе (1878–1879), членом консервативного крила Установчих зборів та Міністром закордонних справ у першому уряді Болгарії на чолі з Тодором Бурмовим. У наступні роки він був дипломатичним представником в Османській імперії (1880–1883). У 1882 році Балабанов перейшов у крило Ліберальної партії на чолі з Драґаном Цанковим, яка в 1884 році стала Прогресивно-ліберальною партією. У 1883–1884 роках він знову займає посаду міністра закордонних справ — у другому та третьому урядах Драґана Цанкова.

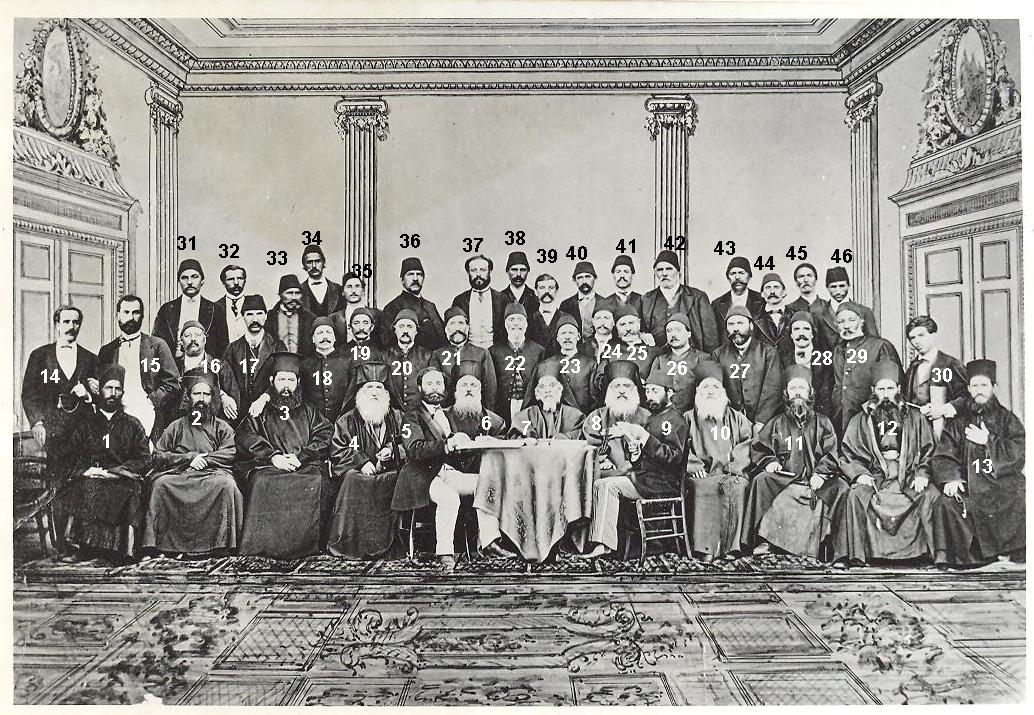
Фото учасників Собору в Константинополі 24 липня 1871 року. Балабанов п'ятий в першому ряду

Марко Балабанов викладав грецьку мову та грецьку літературу (1889–1898) та римське, візантійське та канонічне право (1892–1902) у нещодавно створеному Вищому училищі, зараз Софійський університет святого Климента Охридського. З 1881 — кореспондент, а з 1884 — регулярний член-кореспондент Болгарського літературного товариства (нині Болгарська академія наук). У 1902–1903 роках був дипломатичним представником у Румунії, а в 1905 — у Греції. З 1896 по 1897 рік був деканом юридичного факультету Софійського університету.
Марко Балабанов помер 16 червня 1921 року в Софії, за словами Данаїла Крапчева «в злиднях».